# یک داستان سبز
یک داستان سبز (انگلیسی: A Green Story) فیلم محصول سال ۲۰۱۲ به نویسندگی و کارگردانی نیکا آگیاشویلی است.